# Bencze Márta
Bencze Márta (1938. október – 2022. február 13.) magyar táncdalénekesnő.

## Életrajz
1964-től tanult énekelni a Rádió Tánczenei Stúdiójában. Ekkor még a közgazdasági technikumban volt tanuló, meg kellett küzdenie a szülői tiltással is.
1965 szilveszterén tűnt fel Csak fiataloknak című számával. A dalt az Atlantis kísérte, kislemezen is megjelent SP 290 sorszámon. A dal lett Komjáthy György azonos című rádióműsorának szignálja. Első slágerének sikerét nem sikerült megismételnie, bár több táncdalfesztiválon (1966 – Valaki erre járt illetve Így sohasem vártam még; 1969 – Mindig így lesz most már) is indult. Mintegy 10 hanglemeze jelent meg. Többször fellépett az NDK-ban, Bulgáriában, Ausztriában, valamint a Szovjetunióban is. 
1966-ban a Világ Ifjúsága az év tíz legnépszerűbb táncdalénekese közé választotta. Utolsó fellépése 1985-ben volt.
Ismertebb dalai a fentieken kívül: A siker, Arrivederci Hans, Csend, De most még jó, Drága Joe, Egy szelíd kopogás, Eltűnt egy lány, És mégis mozog a Föld, Gyönyörű teljes éj, Hiányzol, Hol van a régi gyerekkori láz, Nem volt szerencsém, Szerető szív, Töltsünk tiszta vizet a pohárba, Mi újság nálad?, Csillagok hada, Más nem ért meg téged, Fekete vonat.